# The Brooklyn Tower
The Brooklyn Tower, eerder ook aangeduid als 9 DeKalb Avenue en 340 Flatbush Avenue Extension, is een superhoge residentiële wolkenkrabber met een hoogte van 327 m, in het New Yorkse stadsdeel Brooklyn. Het bouwwerk dat in 2023 in afwerkingsfase verkeert, is een project van Michael Sterns JDS Development Group en Joseph Chetrits Chetrit Group. Wanneer afgewerkt zou het het hoogste bouwwerk in New York buiten Manhattan zijn, evenals de eerste superhoge wolkenkrabber in Brooklyn, en de tweede in New York buiten Manhattan, na Queens Park Plaza.

## Geschiedenis
The Brooklyn Tower is gebouwd in het huizenblok van het historische Dime Savings Bank-gebouw, dat JDS en Chetrit eind 2015 verwierven. Het Dime Savings Bank building was voorheen eigendom vanJ.P. Morgan Chase en werd gebruikt als een bankfiliaal. Het gebouw werd verkocht voor 90 miljoen dollar, en werd voor het eerst op de markt gebracht in eind 2014. Oorspronkelijk waren de ontwikkelaars van plan om het gebouw van Junior's, een cheesecakerestaurant, te verwerven, om dat perceel te gebruiken. Echter, Alan Rosen, de eigenaar, wees een bod van 45 miljoen dollar af. Een latere deal waarbij minder werd betaald, maar waarbij Junior's winkelruimte in de nieuwbouw zou krijgen, werd ook afgewezen.
De plannen voor de bouw werden voor het eerst ingediend in medio 2014, waarin wordt opgeroepen tot een zeventig verdiepingen, 236 meter hoog gebouw, ook ontworpen door SHoP Architects. Het gebouw zal de derde samenwerking tussen JDS en SHoP zijn, na 111 West 57th Street en de American Copper Buildings.
In het begin van 2016 werden nieuwe plannen uitgebracht met een kleine verlenging qua hoogte, en verminderde ruimte voor de detailhandel. Voorgestelde wijzigingen op de bestaande Dime Savings Bank-structuur werd in april 2016 goedgekeurd door de Commissie voor het Behoud van Bezienswaardigheden (New York City Council). De wijzigingen bevatten het verwijderen van niet originele toevoegingen, en het herstellen van schade aan het marmer en koper van het gebouw.

### Locatie
Het gebouw is gevestigd in Downtown Brooklyn, straten verwijderd van de huidige hoogste gebouwen in Brooklyn, Avalon Willoughby West en 388 Bridge Street.

## Ontwerp
Het gebouw is bekleed met glas en koper. SHoP heeft verklaard dat het bedrijf zich heeft laten inspireren door het ontwerp van het Dime Bank Building. Het gebouw heeft 93 verdiepingen en een nuttige oppervlakte van 51.600 m². De bouwhoogte van 327 meter werd bereikt op 28 oktober 2021, en in 2023 wordt het bouwwerk verder afgewerkt.

## Gebruik
Het gebouw zal ongeveer 550 flats en appartementen bevatten. Er komt 13.000 vierkante meter commerciële ruimte, en de Dime Savings Bank van New York zal worden omgezet naar winkels, en eventueel een ingang naar het nieuwe gebouw. De vijfde verdieping zal onder andere een buitenterras bevatten.

## Financiering
Fortress Investment Group heeft een lening $ 115 miljoen verstrekt aan JDS en Chetrit Group voor de aankoop van het grondgebied, en voor de herfinanciering van de schuld in verband met het eigendom van de Dime Bank. Het is onduidelijk hoeveel schuld is momenteel gekoppeld aan het eigendom.